# Stichting Hondekop

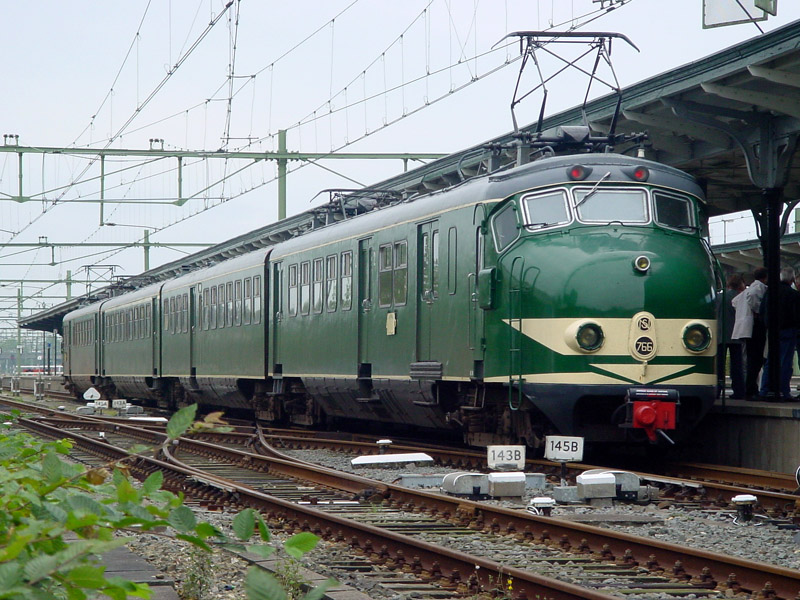
Treinstel 766

De Stichting Hondekop (voorheen Stichting Mat '54 Hondekop-Vier), is opgericht om het enige nog bestaande vierwagentreinstel van het Mat '54, de 'Hondekoppen', in rijvaardige staat te behouden.
Bij de buitendienstelling van de laatste treinstellen van dit type in januari 1996 werd treinstel 766 van de NS overgenomen, waarmee het voor de sloop bleef gespaard. De enige twee andere complete treinstellen Mat '54 die in Nederland bewaard zijn gebleven zijn de tweewagenstellen 375 (Verkeerspark Assen) en 386 (Nederlands Spoorwegmuseum).
Tussen 1996 en 2009 zijn er regelmatig ritten met reizigers met de 766 geweest. In deze periode heeft het zowel in de oorspronkelijke groene kleur rondgereden, als in de geel/grijze kleurencombinatie die sinds de jaren zeventig gangbaar was.
Sindsdien stond het treinstel buiten dienst in Amersfoort voor een revisie. Daarbij werd bak voor bak alle lak, grondverf en plamuur met een straalinstallatie verwijderd. Vanaf het blanke staal werd de laklaag dan weer opgebouwd. Het stel werd in de oorspronkelijke groene kleur teruggebracht. In maart 2016 werd de revisie voltooid, er vonden diverse proefritten plaats die met een goed gevolg werden uitgevoerd. In juni was het stel weer als rijvaardig.
Op 2 juli 2016 vond de eerste donateursrit plaats sinds zes jaar. Sindsdien is het stel ook weer beschikbaar voor speciale ritten voor donateurs en daarnaast ook inzetbaar voor bijzondere ritten voor particulieren en bedrijven. Het treinstel is als rijdend industrieel erfgoed ingeschreven in het Register Railmonumenten met een A-status, wat betekent dat het wordt beschouwd als een unieke vertegenwoordiger van een voor Nederland representatief type railvoertuigen.

## Beneluxtreinstel
Van de Mat '57 Beneluxtreinstellen is één exemplaar, het Belgische treinstel 220.902, in Leuven (België) bewaard gebleven. Dit treinstel is niet rijvaardig en uiterlijk in redelijke staat. In juli 2015 heeft de Stichting Mat '54 Hondekop-Vier dit treinstel van de NMBS overgenomen. Op 14 juli 2017 is dit treinstel weer naar Nederland gekomen.
In Roosendaal is een begin gemaakt met de revisie. Het ligt in de bedoeling het weer in rijvaardige staat te brengen voor ritten samen met de reeds gereviseerde Hondekop 766.
Het treinstel is als rijdend industrieel erfgoed ingeschreven in het Register Railmonumenten met een A-status, wat betekent dat het wordt beschouwd als een unieke vertegenwoordiger van een voor Nederland representatief type railvoertuigen.